# Campionato sudamericano maschile di pallacanestro 1953
Il 15º Campionato dell'America Meridionale Maschile di Pallacanestro (noto anche come FIBA South American Championship 1953) si è svolto dal 4 al 19 aprile 1953 a Montevideo in Uruguay. Il torneo è stato vinto dalla nazionale uruguaiana.
I FIBA South American Championship sono una manifestazione contesa dalle squadre nazionali dell'America meridionale, organizzata dalla CONSUBASQUET (Confederazione America Meridionale), nell'ambito della FIBA Americas.

## Squadre partecipanti
- Brasile
- Cile
- Colombia
- Ecuador
- Paraguay
- Perù
- Uruguay

## Classifica finale
| Pos | Squadra  | V-P |
| --- | -------- | --- |
|     | Uruguay  | 6-0 |
|     | Brasile  | 5-1 |
|     | Cile     | 3-3 |
| 4   | Paraguay | 3-3 |
| 5   | Perù     | 3-3 |
| 6   | Ecuador  | 1-5 |
| 7   | Colombia | 0-6 |